# Elitloppet 1998
Elitloppet 1998 var den 47:e upplagan av Elitloppet, som gick av stapeln söndagen den 31 maj 1998 på Solvalla i Stockholm. Finalen vanns av den amerikanska hästen Moni Maker, körd av Wally Hennessey och tränad av svensken Jimmy Takter.
Moni Maker slog världsrekord i både kvalheat och final. I finalen vann hon på tiden 1.10,6 över 1 609 meter.

## Upplägg och genomförande
Elitloppet är ett inbjudningslopp och varje år bjuds 16 hästar som utmärkt sig in till Elitloppet. Hästarna lottas in i två kvalheat, och de fyra bästa i varje försök går vidare till finalen som sker 2–3 timmar senare samma dag. Desto bättre placering i kvalheatet, desto tidigare får hästens tränare välja startspår inför finalen. Samtliga tre lopp travas sedan 1965 över sprinterdistansen 1 609 meter (engelska milen) med autostart (bilstart). I Elitloppet 1998 var förstapris i finalen 1,5 miljon kronor, och 250 000 kronor i respektive kvalheat.

## Kvalheat 1
| P | S | Häst              | Kusk              | Tränare             | Land      | Odds  | Tid    |
| - | - | ----------------- | ----------------- | ------------------- | --------- | ----- | ------ |
| 1 | 8 | Moni Maker        | Wally Hennessey   | Jimmy Takter        | USA       | 2,20  | 1.10,9 |
| 2 | 2 | Frisky Frazer     | Axel Jacobsen     | Axel Jacobsen       | Danmark   | 5,40  | 1.11,0 |
| 3 | 5 | Giant Touchdown   | Atle Hamre        | Atle Hamre          | Norge     | 6,10  | 1.11,0 |
| 4 | 1 | Rival Damkaer     | Erik Adielsson    | Tommy Strandqvist   | Sverige   | 15,80 | 1.11,3 |
| 0 | 6 | Lookout Victory   | Stig H. Johansson | Stig H. Johansson   | Sverige   | 19,50 | 1.11,4 |
| 0 | 4 | The Bad Boy       | Jan Halberg       | Anders Lindqvist    | Frankrike | 8,40  | 1.11,5 |
| 0 | 3 | Dryade Des Bois   | Joseph Verbeeck   | Pascal Andre Geslin | Frankrike | 6,60  | 1.11,5 |
| d | 7 | Keystone Sequence | Stefan Melander   | Stefan Melander     | Sverige   | 13,90 | 8ag    |

## Kvalheat 2
| P | S | Häst              | Kusk                | Tränare             | Land      | Odds  | Tid      |
| - | - | ----------------- | ------------------- | ------------------- | --------- | ----- | -------- |
| 1 | 1 | Huxtable Hornline | Joseph Verbeeck     | Anders Lindqvist    | Frankrike | 2,40  | 1.10,8   |
| 2 | 6 | Defi d'Aunou      | Jean-Étienne Dubois | Jean-Étienne Dubois | Frankrike | 5,00  | 1.10,9   |
| 3 | 3 | Running Sea       | Jim Frick           | Jim Frick           | Sverige   | 20,20 | 1.11,2   |
| 4 | 2 | Georgia Limited   | Mike Lachance       | Jonas L Stutzman    | USA       | 9,30  | 1.11,2   |
| 0 | 8 | Scandal Play      | Bo Eklöf            | Lars Marklund       | Sverige   | 12,70 | 1.11,2   |
| 0 | 5 | Kramer Boy        | Johnny Takter       | Johnny Takter       | Sverige   | 3,00  | 1.11,3   |
| 0 | 7 | Indian Silver     | Stig H. Johansson   | Stig H. Johansson   | Sverige   | 21,00 | 1.11,4ag |
| 0 | 4 | Atom Tess         | Steen Juul          | Peter Rasmussen     | Danmark   | 45,60 | 1.11,8ag |

## Finalheat
| P | S | Häst              | Kusk                | Tränare             | Land      | Odds  | Tid    |
| - | - | ----------------- | ------------------- | ------------------- | --------- | ----- | ------ |
| 1 | 2 | Moni Maker        | Wally Hennessey     | Jimmy Takter        | USA       | 2,25  | 1.10,6 |
| 2 | 7 | Georgia Limited   | Mike Lachance       | Jonas L Stutzman    | USA       | 57,10 | 1.10,7 |
| 3 | 5 | Giant Touchdown   | Atle Hamre          | Atle Hamre          | Norge     | 15,60 | 1.10,9 |
| 4 | 3 | Frisky Frazer     | Axel Jacobsen       | Axel Jacobsen       | Danmark   | 15,00 | 1.11,4 |
| 5 | 6 | Running Sea       | Jim Frick           | Jim Frick           | Sverige   | 40,00 | 1.11,6 |
| 0 | 8 | Rival Damkaer     | Erik Adielsson      | Tommy Strandqvist   | Sverige   | 39,90 | 1.11,8 |
| d | 1 | Huxtable Hornline | Joseph Verbeeck     | Anders Lindqvist    | Frankrike | 3,20  | 7ag    |
| d | 4 | Defi d'Aunou      | Jean-Étienne Dubois | Jean-Étienne Dubois | Frankrike | 3,30  | uag    |